# Waldschule
Eine Waldschule ist eine ursprünglich rein heilpädagogisch begründete reformpädagogische Kur- und Bildungseinrichtung. Sie war Teil der sogenannten Waldschulbewegung, die ihren Ausgangspunkt zu Beginn des 20. Jahrhunderts vor den Toren Berlins genommen hat. Historisch war sie stets eine Freiluftschule. Die Wald- bzw. Freiluftschulen waren bedeutende Vorläufer und Wegbereiter heutiger Ganztagsschulen. Der Begriff Waldschule wird im heutigen Sprachgebrauch teilweise anders definiert und meint daher auch wald- bzw. umweltpädagogische Einrichtungen von Kommunen, Verbänden oder Vereinen.

## Geschichte

### Deutsches Kaiserreich
Waldschulen waren eine zunächst für den deutschsprachigen Raum spezifische Entwicklung, die sich schnell in den europäischen Raum und später auch nach Übersee ausgebreitet hat. Der Züricher Pfarrer Hermann Walter Bion (1830–1909) hatte bereits im Jahr 1876 gefordert, Pflegehäuser für erholungsbedürftige Kinder einzurichten, in denen sie jederzeit aufgenommen würden, ohne in ihrem Schulunterricht Einbußen zu erleiden. Dieser Vorstoß blieb zunächst erfolglos. Im Jahr 1881 ergriff der Berliner Kinderarzt Adolf Baginsky die Initiative und beantragte bei der Stadtverwaltung die Einrichtung einer Institution am Stadtrand, um Berliner Kindern eine Erholungsmöglichkeit vom Großstadtleben zu ermöglichen. Diese Institution bezeichnete er erstmals als Waldschule. Seine Idee galt primär der Gesundheitsförderung, weil er an seinen jungen Patienten beobachtet hatte, dass diese Mangelerscheinungen aufwiesen, die auf spezifisch (groß-)städtische Missstände zurückzuführen waren. Dazu zählten schlechte hygienische Verhältnisse, ein fehlender Bezug zu einer natürlichen Umgebung, ein Mangel an Frischluft, Sonne und physischer sowie psychischer Entspannung. Dem Antrag Baginskys wurde nicht entsprochen. Es sollte noch bis ins neue Jahrhundert dauern, bis seine Forderung vor den Stadtgrenzen erfüllt wurde.
In der zweiten Hälfte des 19. Jahrhunderts gab es zwar bereits Kurangebote für Kinder in Erholungseinrichtungen, doch hatten diese signifikante Nachteile: sie führten zu einem schulischen Rückstand gegenüber Gleichaltrigen und waren oft zu teuer, weil sie sich bevorzugt an Kinder des solventen Bürgertums richteten.

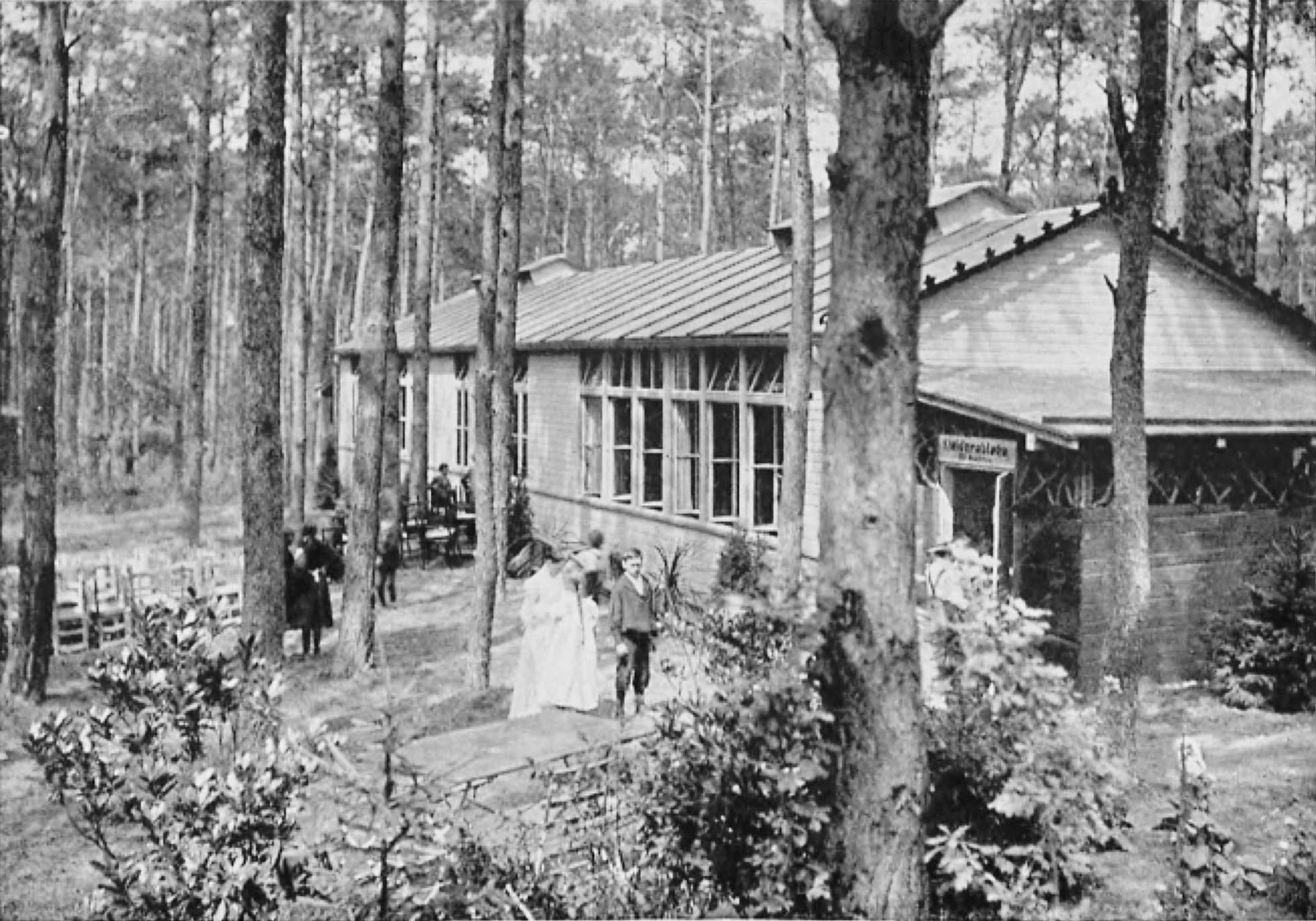
Waldschule für kränkliche Kinder (1904)

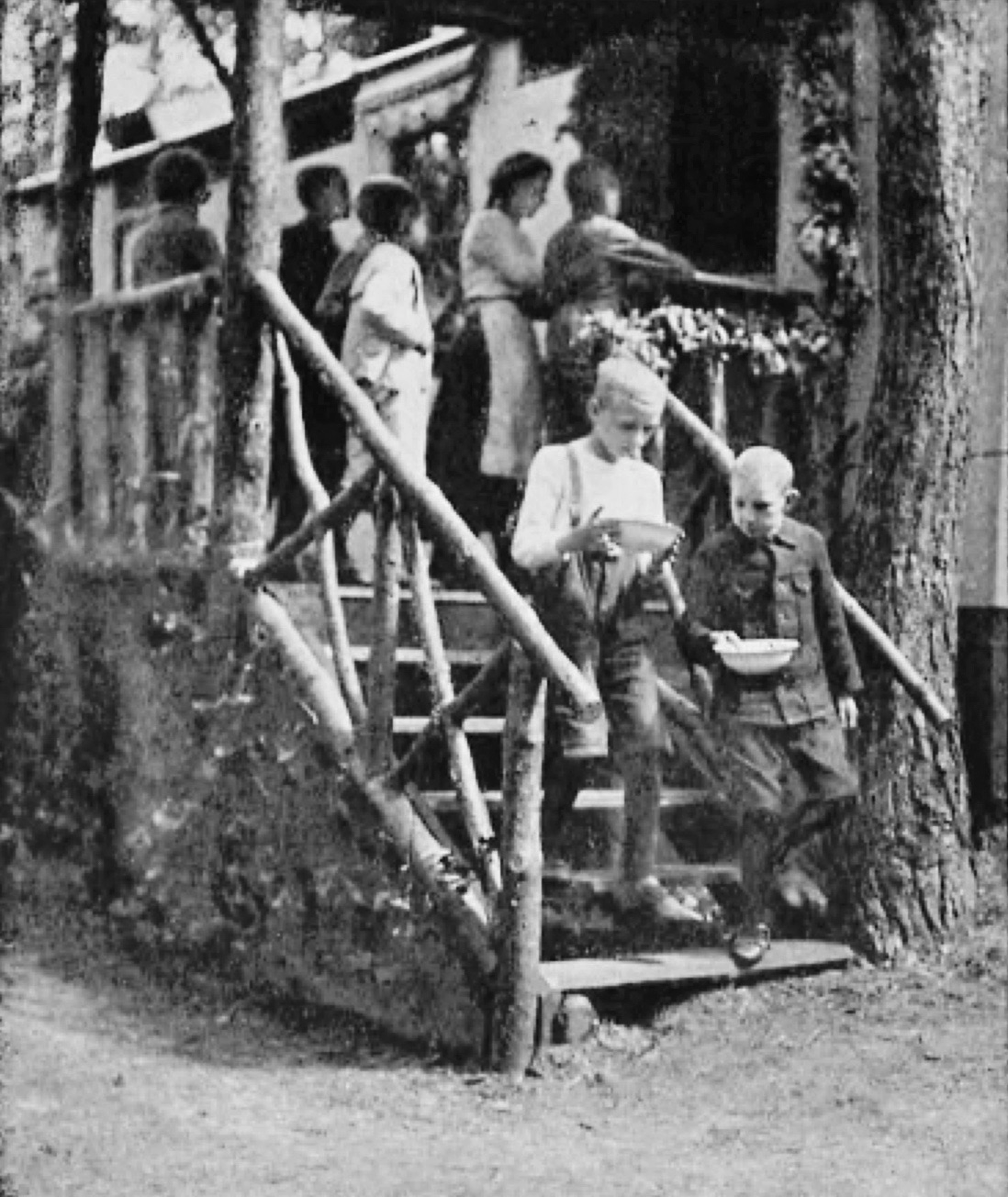
Schüler der Waldschule für kränkliche Kinder bei der Essensausgabe am Wirtschaftsgebäude (1904)

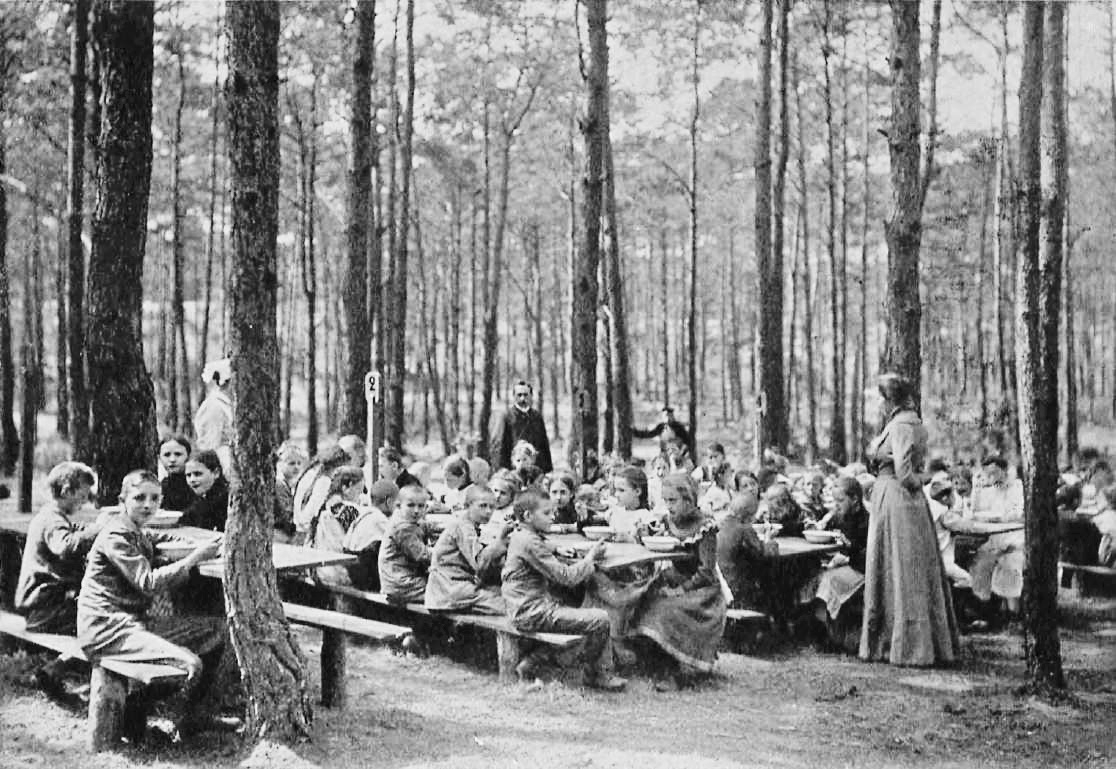
Schüler der Waldschule für kränkliche Kinder während der Schulspeisung auf dem Schulgelände (1904)

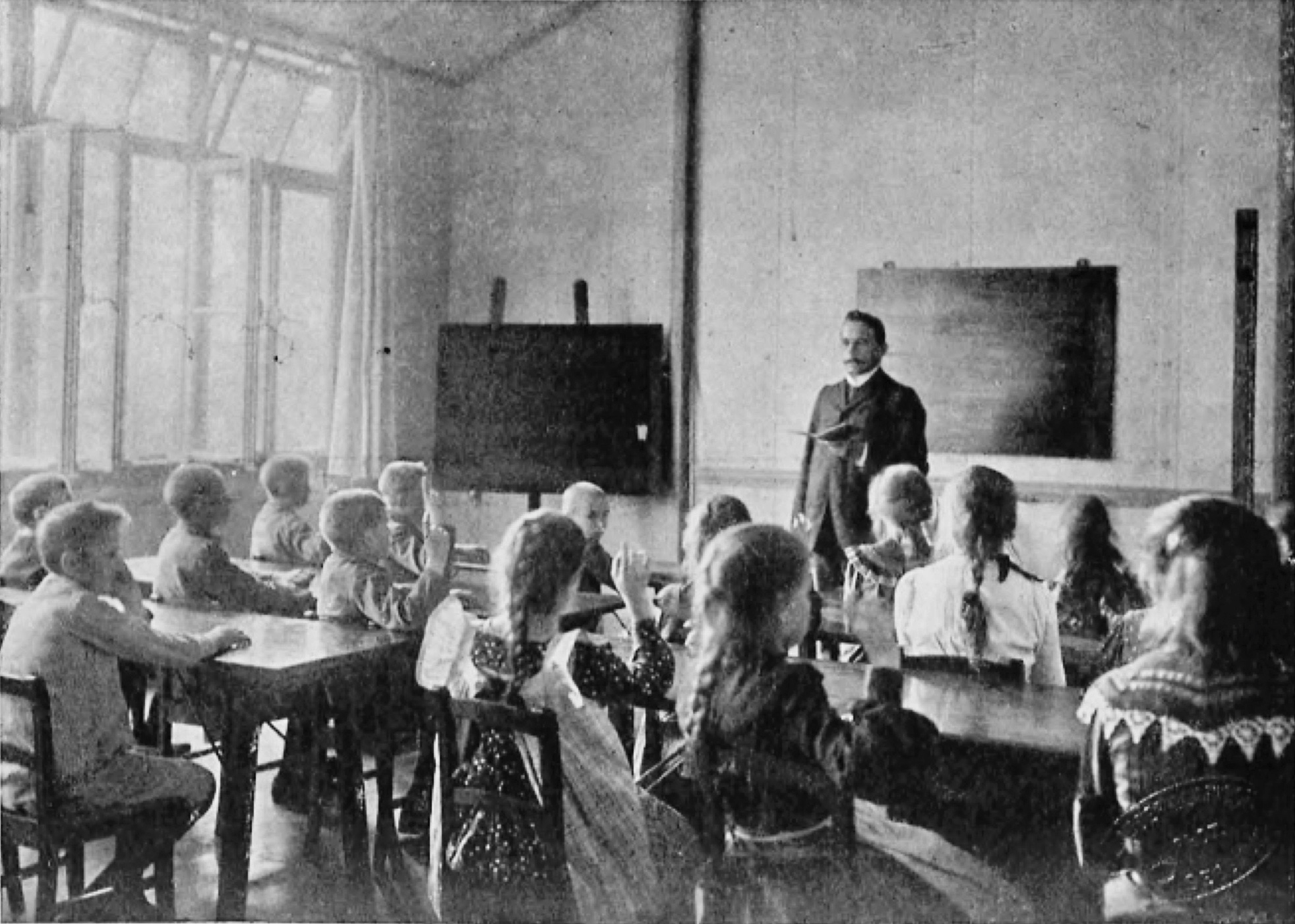
Schüler der Waldschule für kränkliche Kinder während des Unterrichts mit einem Lehrer in einem Klassenraum (1904)

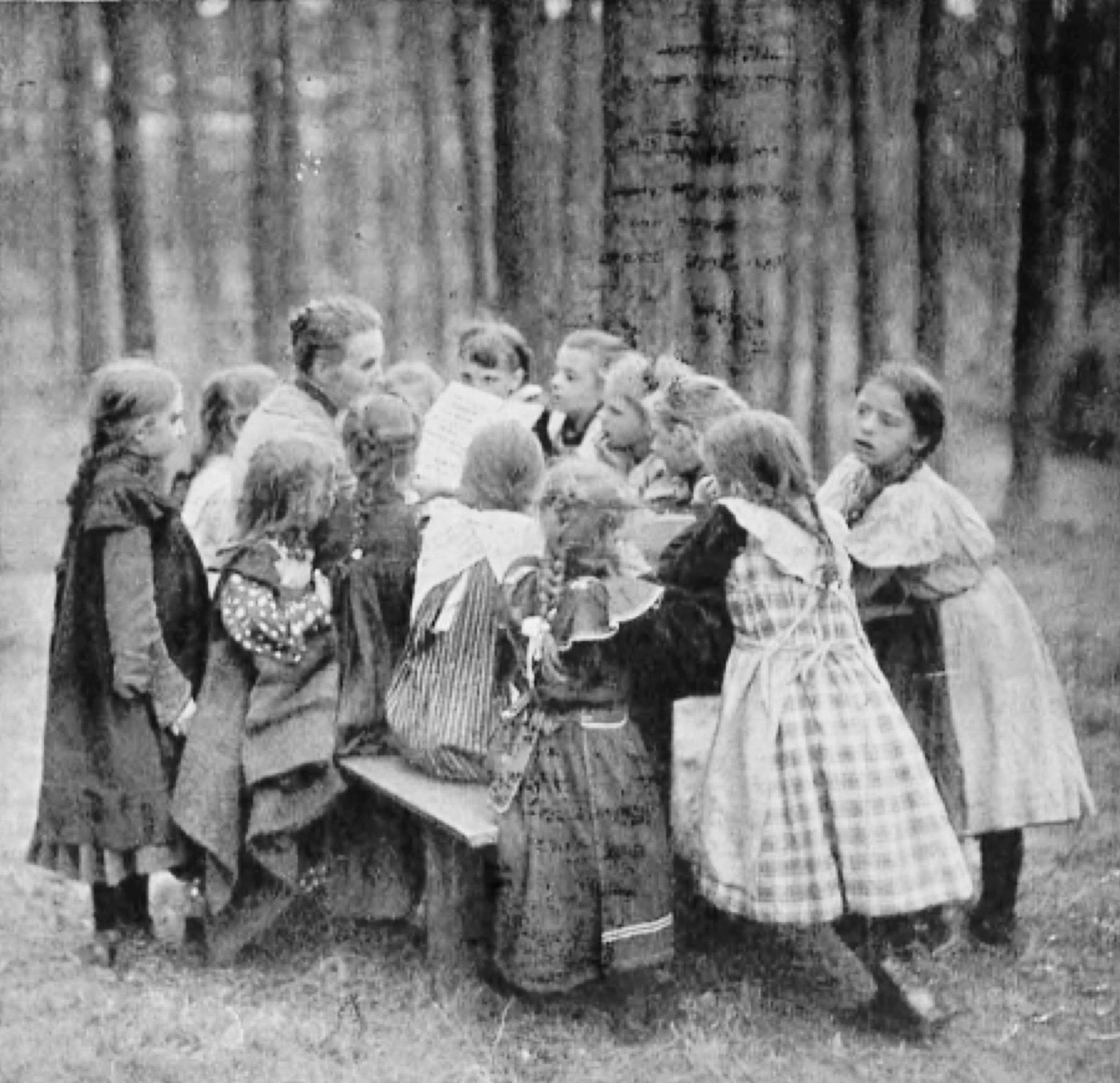
Schülerinnen der Waldschule für kränkliche Kinder mit einer Lehrerin auf dem Schulgelände (1904)

Im Jahr 1904 kam es zur Kooperation zwischen dem angesehenen Kinderarzt Bernhard Bendix, der an der Berliner Charité tätig war, und dem Berliner Schulrat Hermann Neufert (1858–1935). Ihr gemeinsames Ziel war es, gesundheitlich anfälligen, d. h. geschwächten Stadtkindern, eine mehrwöchige Kur abseits der Großstadt in gesunder Luft zu ermöglichen, ohne sie schulisch zu benachteiligen. Dafür waren drei Voraussetzungen zu erfüllen: die zu gründende Einrichtung musste einen temporären Schulbetrieb gewährleisten können, über eine Bewirtschaftung zur mehrwöchigen Verpflegung der Kinder verfügen und für die Kräftigung und Pflege der Kinder ausgestattet sein. Die Zusammenarbeit zwischen Pädiatrie und Schulverwaltung war daher ein entscheidender Schritt, den die beiden Herren realisierten. Es sollte sichergestellt werden, dass die kurbedürftigen Schüler der Waldschule nach der Rückkehr in ihre eigentlichen Schulen denselben Lernfortschritt erzielt hatten wie ihre dort verbliebenen gesunden Klassenkameraden.
Bendix und Neufert gründeten die Waldschule für kränkliche Kinder in Charlottenburg bei Berlin. Sie war am Rande des Grunewaldes angesiedelt und bot pro Sommersaison drei jeweils sechswöchige Kuraufenthalte für Charlottenburger Volksschüler an, die von den Fürsorge- oder Schulärzten dafür angemeldet wurden. Die Schule nahm am 1. August 1904 ihren Betrieb auf, mit zunächst 95 Kindern und vier Lehrkräften. Recht schnell war die Nachfrage größer als vorhergesehen, die Gebäude reichten nicht aus. Schon 1905 erfolgte ein Umzug.

„Die Schule ist vorläufig für 60 Knaben und 60 Mädchen eingerichtet und bietet gegen ein mäßiges Entgelt, bei Unbemittelten kostenlos, den Kindern Aufenthalt, Beköstigung, Unterricht und Beaufsichtigung während des ganzen Tages. Gegessen wird im Freien, wie denn überhaupt die Kinder möglichst ununterbrochen in der freien Luft sich aufhalten. Der Unterricht wird in einer hellen, luftigen Schulbaracke erteilt, durch deren weit offene Fenster die würzige Waldluft hereinzieht. Hoffentlich gelingt es dem Unternehmen unserer Großstadtjugend zum Heil und Segen sich zu entwickeln.“

Nach 1910 wurden 265 Schüler pro Kurphase von neun Lehrkräften und Krankenschwestern betreut.
Eine Auswertung, die bereits Ergebnisse anderer Waldschulen beinhaltete, ergab insgesamt positive Tendenzen einer Verbesserung und Stabilisierung der gesundheitlich angegriffenen Kinder. Die Ärzte kamen allerdings zu dem Schluss, dass sich die Waldschulen von reinen Tagesstätten zu so bezeichneten „Vollanstalten“ entwickeln müssten. Im Kampf gegen die Tuberkulose sei „zwischen Erholungsstätte und Elternhaus“ eine „Scheidewand“ zu errichten, um erfolgreich zu sein. Schlafbaracken wurden errichtet, die aus den im mehrwöchigen Wechsel betriebenen Ganztagsschulen während des Sommers kurzzeitige Internate werden ließen.
Während reguläre Schulklassen staatlicher Schulen aus 40 bis 50 Schülern bestanden, wurden an der Waldschule für kränkliche Kinder Kurklassen aus 20 bis 25 Kindern gebildet. Die Unterrichtsstunden waren auf maximal 30 Minuten begrenzt, der Lehrplan der Volksschule wurde daher für die Charlottenburger Waldschule in einigen Punkten gekürzt. Die Klassen hatten nicht gleichzeitig Unterricht, sondern zeitversetzt. Unterrichtsfreie Kinder konnten sich nach freier Wahl beschäftigen. Reformpädagogische Ansätze wurden berücksichtigt, so Grundsätze der Anschauung und Lebensnähe, das Prinzip der Selbsttätigkeit und eine Individualisierung auf die Bedürfnisses des Einzelnen. Der Typus der Waldschule wurde als Modell für die Reformpädagogik bezeichnet. Die Atmosphäre des Lernens und der sozialen Interaktion sollte ungezwungen von Fröhlichkeit und Lebendigkeit bestimmt sein. Zu dieser Zeit noch gängige „Erziehungsmittel“ wie die Prügelstrafe, schroffe Zurechtweisungen, beißender Spott und Sarkasmus waren verpönt. Die Mahlzeiten der Schüler wurden nach ärztlicher Anweisung zusammengestellt, Ruhe und Erholungsphasen waren mehrfach in den Tagesablauf integriert. Das Schulangebot umfasste Spiel und Sport, handwerkliche Tätigkeit unterschiedlicher Art, Lesen, Deklamations-, Theater- und Musikabende, Ausstellungen, Feste, Erste-Hilfe- und andere Kurse sowie eine intensiv betriebene Elternarbeit. Die gemeinschaftlich verbrachte Zeit sorgte dafür, dass sich neben der gegenseitigen Hilfe zwischen den Schülern und der Schülerselbstverwaltung auch persönlich geprägte Verhältnisse zwischen Schülern und Lehrern entwickelten.
Das Preußische Ministerium der geistlichen, Unterrichts- und Medizinalangelegenheiten empfahl bereits 1906 per Erlass, weitere Waldschulen nach dem Vorbild Charlottenburgs einzurichten. Auch im Ausland wurde die Idee recht schnell aufgegriffen und umgesetzt. Waldschulen bzw. Freiluftschulen wurden vielfach gegründet, im deutschsprachigen Raum blieb die Bezeichnung Waldschule vorherrschend, außerhalb des deutschen Sprachraumes die Bezeichnung Freiluftschule.
Drei Stufen der Ausweitung des Waldschulkonzepts markierten den Weg zur heutigen Ganztagsschule: Das ursprünglich für Volksschüler konzipierte Projekt erfuhr schon nach wenigen Jahren eine Ausweitung auf Schüler weiterführender Schulen. 1910 wurde bereits die höhere Waldschule Charlottenburg gegründet, die zunächst aber lediglich die Unterstufe von der Sexta (VI) bis zur Quarta (IV) umfasste. Der während der ersten Jahre auf die Sommermonate beschränkte Betrieb wurde schließlich auf das gesamte Schuljahr ausgedehnt. Der Sonderschulstatus für erholungsbedürftige Kinder wurde fallen gelassen, Waldschulen standen später auch gesunden Kindern offen. Der Kieler Pädagoge Eduard Edert legte dazu einen detaillierten Schulplan vor, der auch organisatorische Details und Finanzierungsoptionen sowie mögliche Kritikpunkte beinhaltete. „Man braucht nur den Charlottenburger Gedanken zu Ende denken, was dort glücklich begonnen wurde, ganz auszuführen, und unsere Tagesschule ist da: statt einer nur die Unterstufe umfassenden Sommerschule für erholungsbedürftige Kinder eine selbständige, voll ausgebaute, das ganze Jahr geöffnete Anstalt, die in der Hauptsache für gesunde bzw. gesund gewordene Kinder bestimmt ist, eine Anstalt, die zugleich das Arbeits- und Erziehungsprinzip verwirklicht, kurz ein Landerziehungsheim mit Tagesbetrieb. So oder ähnlich wird die zukünftige Schule der Großstadt aussehen müssen…“ Lediglich der Erste Weltkrieg war nicht Bestandteil dieses Plans, das Projekt der modernen Ganztagsschule geriet ins Abseits.

### Weimarer Republik

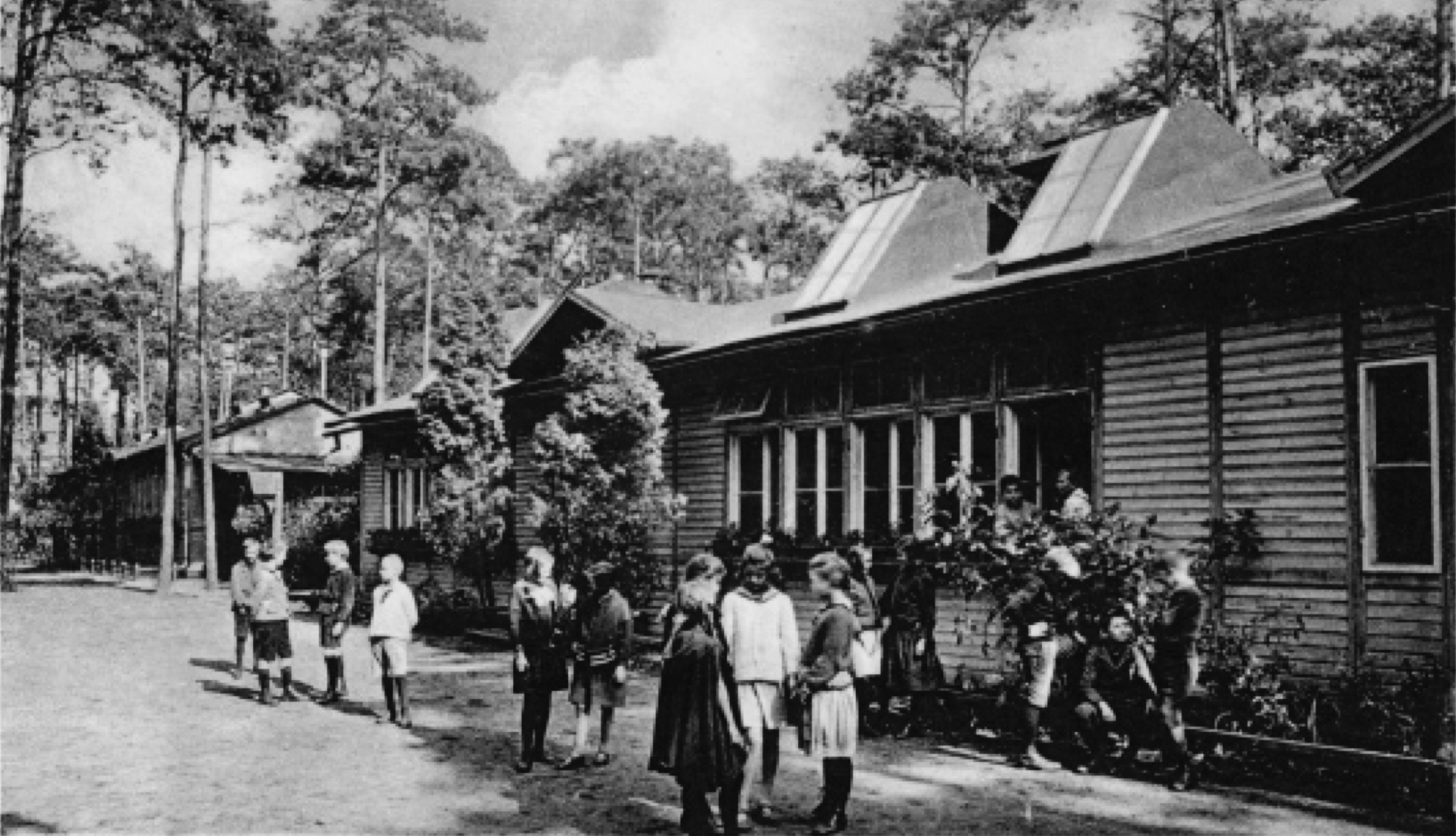
Zwei Gebäude der Waldschule für kränkliche Kinder (undatiert, etwa frühe 1920er Jahre)

Nach Kriegsende wurden die Bemühungen wieder aufgenommen. 1923 erreichte der Leiter der höheren Waldschule Charlottenburg, Wilhelm Krause, dass seine Schule eine selbständige, ganzjährig betriebene Tagesschule ohne Beschränkung auf erholungsbedürftige Schüler genehmigt wird. In den folgenden Jahren wurde sie schließlich zu einer vollständigen Bildungseinrichtung ausgebaut, die bis zum Reifezeugnis führte.
In den 1920er Jahren wurde die Freiluftschulbewegung international weiter ausgebaut. Es entstanden Pläne für ausgefallene und anspruchsvolle architektonische Lösungen, die bis in die erste Hälfte der 1930er Jahre realisiert wurden. Dadurch wurden auch in Österreich Ansätze zu ganztägiger Schulbetreuung beeinflusst.
Bendix leitete die Waldschule für kränkliche Kinder bis 1933, als er von den Nationalsozialisten abgesetzt wurde und ihm schließlich seine Lehrbefähigung aberkannt wurde, so dass er auch nicht mehr an der Charité tätig sein durfte.

## Gegenwart
Waldschulen existieren nominell bis heute in einer Vielzahl; nur eine Minderheit kommt in ihrer Ausrichtung bzw. Zielsetzung noch der ursprünglichen Bedeutung nahe. Neben regulären Bildungseinrichtungen aller Schulformen bezeichnen sich auch private und kommunale Einrichtungen als Waldschulen, die teilweise umweltpädagogische Aufgaben wahrnehmen.

## Historische Waldschulen (Auswahl)
- Waldschule für kränkliche Kinder, Charlottenburg bei Berlin
- Waldschule Grunewald, eine ehemalige Privatschule in Berlin
- Waldschule Kaliski, eine ehemalige Privatschule in Berlin